# Lengelsheim
Lengelsheim är en kommun i departementet Moselle i regionen Grand Est (tidigare regionen Lorraine) i nordöstra Frankrike. Kommunen ligger i kantonen Volmunster som tillhör arrondissementet Sarreguemines. År 2022 hade Lengelsheim 189 invånare.

## Befolkningsutveckling
Antalet invånare i kommunen Lengelsheim
| Referens: INSEE |